# شوگو شیموهاتا
شوگو شیموهاتا (انگلیسی: Shogo Shimohata؛ زادهٔ ۸ مهٔ ۱۹۹۲) بازیکن فوتبال اهل ژاپن است.